# Matthias Jacobæus
Matthias Jacobæus (født 1. maj 1637 i Aarhus, død 25. januar 1688) var en dansk læge. Han var bror til Holger Jacobæus.
Hans forældre var biskop Jacob Matthisen og Anna Bartholin (en datter af Caspar Bartholin). I 1656 kom Jacobæus til universitetet, hvor han optogs i sin privatpræceptor Rasmus Vindings hus; snart fik han lyst til at rejse udenlands, og dagen til afrejsen var allerede bestemt, så afbrød svenskekrigen hans planer, og først efter at have deltaget i Københavns forsvar kunne han 1660 drage til Leiden. Med nogle måneders afbrydelse 1662, da omsorgen for hans moder, der var bleven enke, kaldte ham hjem, tilbragte han 4 år i udlandet og besøgte både England, Frankrig og Nederlandene, væsentlig optagen af at studere lægevidenskaben, hvori han erhvervede doktorgraden. I 1664 kaldtes han hjem ved udnævnelse til professor i historie og geografi ved universitetet og tog igen bolig hos sin gamle præceptor. Samtidig begyndte han at praktisere som læge; 1668 blev han professor i græsk, men først senere opnåede han en medicinsk lærestol. Jacobæus led under et svageligt helbred og synes at have været en stille lærd uden synderlig produktivitet; måske har han haft nogen betydning som docent, hvis man kan slutte noget af et universitetsprograms antydninger.